# Karl Deicke
Karl Lorenz Deicke (* 4. Juni 1863 in Mülheim an der Ruhr; † 30. April 1943 ebenda) war ein deutscher Amtsrichter und Heimatforscher.

## Leben und Wirken
Karl Deicke, Sohn des Gymnasiallehrers Hermann Gustav Deicke (1826–1899) und seiner Ehefrau Maria Brewer, studierte Rechtswissenschaft an den Universitäten Bonn, Berlin und Göttingen. 1886 wurde er in Göttingen promoviert und fand nach dem Bestehen der Zweiten Juristischen Staatsprüfung 1891 seine erste Anstellung als Richter am Amtsgericht Oberhausen. Drei Jahre später wechselte er an das Amtsgericht Mülheim an der Ruhr.
Bereits als Referendar war Deicke Mitglied des 1863 entstandenen und 1908 aufgelösten Mülheimer Bürgervereins „Wigwam“. Außerdem engagierte er sich in der Mülheimer Bürgergesellschaft „Mausefalle“ und gehörte zu den Gründungsmitgliedern des Mülheimer Geschichtsvereins (1906), dessen Vorsitzender er 1939 nach dem Tode seines Vorgängers Paul Lembke wurde.
Die von ihm über viele Jahre hinweg zusammengetragenen heimatgeschichtlichen Sammlungen umfassen Münzen, historische Fotos und Druckschriften, die heute ein wichtiger Bestandteil der Bestände des Stadtarchivs Mülheim an der Ruhr sind. 1900 Bände aus seiner Sammlung befinden sich in der Stadtbücherei Mülheims.
Deicke starb 1943 bei einem Luftangriff auf Mülheim.

## Veröffentlichungen
- Die Kettenbrücke zu Mülheim an der Ruhr, Mülheim 1895[3]
- Neuer illustrierter Führer durch Mülheim a.d. Ruhr und Umgebung, Mülheim, um 1899[4]
- Gerichtsverfassung und Verwaltung in Mülheim-Ruhr seit 100 Jahren, Mülheim 1902[5]
- Aus den Jugendjahren einer Königin, Mülheim 1910[6]
- Der Jobsiadendichter Carl Arnold Kortum, Mülheim 1910[7]
- Das Testament – Handbuch zur Testamentserrichtung für jedermann. Mülheim 1915[8]
- Der Vormund nach dem Bürgerlichen Gesetzbuche. Mülheim 1915[9]

Herausgeber
- Mölmsche Stückskes und Mülheimer Kalender für 1909[10]
- Neue Mölmsche Stückskes und Mülheimer Kalender für 1910  (mit Ernst Becker)[11]

## Weitere Quellen
- Stadtarchiv Mülheim an der Ruhr, Bestand 1550 Nr. 83 (Mülheimer Persönlichkeiten: Karl Deicke)
- Stadtarchiv Mülheim an der Ruhr, Bestand 1601 (Nachlass Karl Deicke)